# Zipacón
Zipacón è un comune della Colombia facente parte del dipartimento di Cundinamarca.
Il centro abitato venne fondato da José Antonio Rubio nel 1561.